# Red Hot + Blue
Red Hot + Blue é o primeiro álbum de compilação em prol da Campanha Beneficente na luta contra a SIDA promovido pela Organização Red Hot.
Este álbum foi realizado com a participação de vários artistas populares contemporâneos que regravaram canções de Cole Porter.
O título do álbum se origina do musical do próprio Cole Porter, chamado Red, Hot and Blue.
Lançado em setembro de 1990, o álbum vendeu mais de um milhão de cópias em todo o mundo e arrecadou quase US$ 1 milhão para o grupo ativista ACT UP.
O evento foi reconhecido como uma das primeiras e maiores Campanhas Beneficentes contra a AIDS que teve apoio da indústria da música. Na ocasião, a Rede ABC lançou uma programação especial de televisão para divulgação dos videoclipes das músicas do álbum.
Os videoclipes retratavam os efeitos sociais da AIDS. 
Em 2006, o álbum foi relançado em formato multimídia, composto do CD remasterizado com o DVD dos videoclipes.
E, em 2023, a Bloomsbury Publishing anunciou que John S. Garrison escreveria um volume sobre Red Hot + Blue para a rodada de livros da série 33_13.